# Großsteingrab Jonstrup Vang 3
Das Großsteingrab Jonstrup Vang 3 (auch Rillesten) ist eine megalithische Grabanlage der jungsteinzeitlichen Nordgruppe der Trichterbecherkultur im Kirchspiel Værløse in der dänischen Kommune Furesø.

## Lage
Das Grab liegt östlich von Jonstrup im Südwesten des Waldgebiets Jonstrup Vang, kurz vor der Grenze der Furesø Kommune zur Ballerup Kommune. In der näheren Umgebung gibt bzw. gab es zahlreiche weitere megalithische Grabanlagen.

## Forschungsgeschichte
Im Jahr 1976 führten Mitarbeiter des Dänischen Nationalmuseums eine Dokumentation der Fundstelle durch.

## Beschreibung
Die Anlage besitzt eine in den Boden eingetiefte Grabkammer, die wohl als Urdolmen anzusprechen ist. Sie ist ost-westlich orientiert und hat eine äußere Länge und Breite von jeweils 1,7 m. Die innere Breite beträgt 0,5 m und die Höhe 0,8 m. Die Kammer besteht aus je einem gespaltenen Wandstein an den Langseiten, die Schmalseiten sind offen. Der Deckstein fehlt. Reste einer Hügelschüttung oder einer steinernen Umfassung sind nicht erkennbar.